# Сарана, Алексей Васильевич
Алексей Васильевич Сарана (род. 26 января 2000, Москва) — российский и сербский (с апреля 2023 года) шахматист, гроссмейстер (2017). Мастер спорта России (2015), гроссмейстер России (2021), Чемпион Европы (2023).

## Карьера

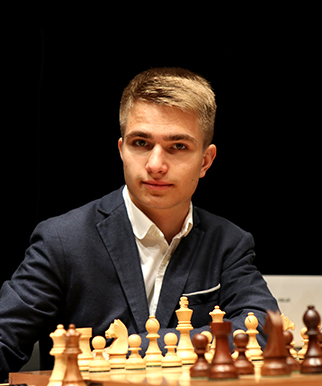
На Суперфинале ЧР 2018

Воспитанник клуба посёлка Знамя Октября (c 2012 года посёлок в составе Новомосковского административного округа Москвы). Первым тренером стал Сергей Анатольевич Смирнов. Затем учился у гроссмейстера Владимира Белова.
В 2018 году стал чемпионом мира по быстрым шахматам (7,5 очков) среди юношей до 18 лет на турнире, прошедшем в Греции. В этом же году стал победителем Высшей лиги чемпионата России по шахматам.
Участвовал в Кубке мира 2019 года, проиграл в первом раунде соотечественнику Александру Предке.
В 2019 году стал бронзовым призёром премьер-лиги командного чемпионата России в составе команды «Сима Ленд» (Свердловская область).
Учился в Российском университете физической культуры. В 2018 году перевёлся в Уральский горный университет.
Победитель онлайн-олимпиады ФИДЕ 2020 года в составе сборной России (титул разделён между командами России и Индии). 5 апреля 2021 года стало известно, что президент Путин объявил благодарность членам российской сборной по шахматам, в которую входит Алексей. В распоряжении подчёркивается успешное выступление на Всемирной шахматной онлайн-олимпиаде ФИДЕ-2020.
Серебряный призёр чемпионата России по блицу 2021 года. В том же году стал победителем финала «Рапид Гран-При России» и обладателем Кубка России.
В марте 2022 года выступил с осуждением вторжения России в Украину и не вернулся в Россию после турнира из Белграда, оставшись там жить. С 2023 сменил спортивное гражданство на сербское.
В 2023 году победил на чемпионате Европы по шахматам.
Осенью 2023 года победил в командном чемпионате Европы (Будва, Черногория) в составе сборной Сербии (2-я доска).
В декабре 2023 года стал чемпионом Европы по рапиду.

## Спортивные результаты
| Год  | Город           | Турнир                               | + | − | = | Результат | Место   |
| ---- | --------------- | ------------------------------------ | - | - | - | --------- | ------- |
| 2014 | Минск           | Мемориал Бронштейна                  | 4 | 2 | 3 | 5½ из 9   | [ 21 ]  |
| 2014 | Рига            | Рижский технический университет Опен | 5 | 2 | 2 | 6 из 9    | [ 22 ]  |
| 2015 | Иерусалим       | Чемпионат Европы                     | 3 | 3 | 5 | 5½ из 11  | [ 23 ]  |
| 2015 | Москва          | Аэрофлот Опен                        | 4 | 0 | 5 | 5½ из 9   | [ 24 ]  |
| 2015 | Санкт-Петербург | Мемориал Чигорина                    | 5 | 1 | 3 | 6½ из 9   | [ 25 ]  |
| 2016 | Санкт-Петербург | Мемориал Чигорина                    | 6 | 1 | 2 | 7 из 9    | [ 26 ]  |
| 2018 | Ярославль       | Высшая лига 71-го чемпионата России  |   |   |   | 6½ из 9   | 1 (1—2) |
| 2018 | Сатка           | Суперфинал 71-го чемпионата России   | 1 | 2 | 8 | 5 из 11   | 9       |
| 2023 | Врнячка-Баня    | Чемпионат Европы                     | 6 | 0 | 5 | 8½ из 11  | 1 (1—3) |

Рапид:
| Год  | Город   | Турнир                   | + | − | = | Результат | Место      |
| ---- | ------- | ------------------------ | - | - | - | --------- | ---------- |
| 2021 | Варшава | Чемпионат мира по рапиду | 6 | 2 | 5 | 8½ из 13  | 19 (12—19) |
| 2022 | Алматы  | Чемпионат мира по рапиду | 4 | 0 | 9 | 8½ из 13  | 16 (9—22)  |

Блиц:
| Год  | Город   | Турнир                  | +  | − | = | Результат | Место      |
| ---- | ------- | ----------------------- | -- | - | - | --------- | ---------- |
| 2021 | Варшава | Чемпионат мира по блицу | 10 | 5 | 6 | 13 из 21  | 20 (17—23) |
| 2022 | Алматы  | Чемпионат мира по блицу | 14 | 6 | 1 | 14½ из 21 | 7 (4—7)    |

## Изменения рейтинга
| Графики недоступны из-за технических проблем. См. информацию на Фабрикаторе и на mediawiki.org. |